# Целинное сельское поселение (Крым)
Целинное се́льское поселе́ние (укр. Цілинне сільське́ посе́лення, крымскотат. Qırq Çipçe köy yurtu, Къыркъ Чипче кой юрту) — муниципальное образование в Джанкойском районе Республики Крым Российской Федерации.
Административный центр — село Целинное.

## География
Расположено на севере Джанкойского района, в степной зоне полуострова, на побережье Сиваша.

## История
В советское время был образован Целинный сельский совет.
Статус и границы сельского поселения установлены Законом Республики Крым от 5 июня 2014 года № 15-ЗРК «Об установлении границ муниципальных образований и статусе муниципальных образований в Республике Крым».

## Население
| 2001  | 2014  | 2015  | 2016  | 2017  | 2018  | 2019  |
| ----- | ----- | ----- | ----- | ----- | ----- | ----- |
| 1918  | ↘1399 | ↗1402 | ↘1388 | ↘1370 | ↘1368 | ↘1339 |
| 2020  | 2021  |       |       |       |       |       |
| ↘1325 | ↘1286 |       |       |       |       |       |

## Состав сельского поселения
| № | Населённый пункт | Тип населённого пункта       | Население |
| - | ---------------- | ---------------------------- | --------- |
| 1 | Колоски          | село                         | ↘327      |
| 2 | Томашевка        | село                         | ↘172      |
| 3 | Целинное         | село, административный центр | ↘900      |